# Villa Giulia (Naples)
La villa Giulia est une villa de Naples. Située dans le quartier de Barra, elle fait partie des villas vésuviennes du Miglio d'Oro.

## Histoire
La structure est mentionnée dans la Carte du Duc de Noja (XVIIIe siècle). Elle était alors appelée la « villa et les délices de San Nicandro ».
La villa Giulia a été conçue par Luigi Vanvitelli.
Les travaux ont été supervisés par Francesco Collecini, Pietro et Carlo Vanvitelli, fils de Luigi Vanvitelli,.
La villa a été modifiée par Domenico Cattaneo Della Volta, troisième prince de San Nicandro, sujet du roi Ferdinand IV de Naples. La maison de campagne fut transformée en villa, pour suivre le roi lorsque la cour se déplaçait au palais royal de Portici, pour la chasse. La villa fut nommée Giulia en l'honneur de l'épouse de Volta, Giulia di Capua. Le prince Domenico, dans les dernières années de sa vie, vécut dans la villa, où il mourut en 1782.
La villa a été agrandie et redessinée par l'architecte Nicola Breglia en 1886, à la demande de la duchesse Giulia Cattaneo Pignatelli. Selon sa volonté, la villa fut léguée à Diego de Gregorio di Sant'Elia, qui adopta le nom de famille Cattaneo par testament : la villa appartient toujours à ses descendants.
Parmi les éléments caractéristiques de la villa, on peut citer l'appartement historique, décoré par Ignazio Perricci et Salvatore Cepparulo, et le vaste jardin qui présente les espèces botaniques de l'ancien parc, avec des camélias et diverses statues>,.